# حملة أنا أعتذر
أنا أعتذر (بالتركية: Özür Diliyorum)، هي حملة على الإنترنت أطلقها في ديسمبر 2008 في تركيا العديد من الصحفيين والسياسيين والأساتذة الجامعيين، تدعو إلى تقديم اعتذار جماعي عن الإبادة الجماعية للأرمن، و«أعتذر» تنادي بالاعتذار عن «الكارثة الكبرى التي تعرض لها الأرمن العثمانيون في عام 1915». أطلق الحملة البروفيسور أحمد إنسل، والسياسي باسكن أوران، والدكتور جنكيز أكتر، والصحفي علي بيرام أوغلو. تؤكد الحملة الأسف نيابة عن تركيا لأن المطالبات الأرمنية للاعتراف بالإبادة الجماعية عام 1915 قد تم قمعها بنشاط داخل تركيا. تم التوقيع على الحملة من قبل 5,000 شخص خلال الـ 24 ساعة الأولى، وقد جمعت أكثر من 30,000 موقع بحلول يناير 2009. خلقت الحملة غضبًا واسع النطاق في المجتمع التركي.

## الحملة
تم إجراء الحملة عبر الإنترنت؛ ونصت الرسالة التي تمت دعوة الزوار للتوقيع عليها:
وأكد النشطاء هذه النقطة على أن المبادرة لم تكن ذات دوافع سياسية وإنما دافع شخصي وفردي.
تمت ترجمة الموقع إلى العديد من اللغات المختلفة بما في ذلك العربية والأرمنية والإنجليزية واليونانية والروسية. وفي آخر إحصاء، حصدت الحملة على أكثر من 32,000 توقيع.

## تفاعلات
- قال رئيس الوزراء التركي رجب طيب أردوغان: «أنا لا أقبل هذه الحملة ولا أدعمها. لم نرتكب جريمة، لذلك لا داعي للاعتذار، ولن يكون لها أي فائدة سوى إثارة الفتن وتعكير صفو سلامنا وإفسادنا»، و«لا بد أن هؤلاء المثقفين الأتراك قد ارتكبوا الإبادة الجماعية، لأنهم هم الذين يعتذرون.».[5][8]
- أصدر حزب الحركة القومية، وهو حزب معارض يميني متطرف، بياناً جاء فيه: «لا توجد صفحة واحدة في التاريخ المشرف للأمة التركية يجب أن نشعر بالإحراج منها، ولا جريمة يجب أن نعتذر عنها». و«لا يحق لأحد تشويه سمعة أسلافنا بالانحراف عن التاريخ، وإدانتهم، والطلب منهم بالاعتذار».[8]
  - كما صرح دولت بهجلي، زعيم حزب الحركة القومية: «لا يُحق لأحد أن يهين أسلافنا، وأن يقدمهم كمجرمين وأن يطلب الاعتذار».[9]
- نُقل عن جمال الدين تاسكيران قوله: «هذه أكبر خيانة يمكن أن تظهر لأجدادنا... وقد تم إعداد الحملة للإضرار بوحدة الأمة التركية وتمهيد الطريق لاعتراف تركيا في نهاية المطاف بمزاعم الأرمن بشأن إبادة جماعية».[10]
- وصفت مجموعة مؤلفة من ستين دبلوماسيًا تركيًا متقاعدًا المبادرة بأنها «غير عادلة وخاطئة وغير مواتية للمصالح الوطنية».[9]
- كتب الشاعر الأذربيجاني ونائب الجمعية الوطنية زليمهان يعقوب قصيدة بعنوان «تركي لا يعتذر للعدو» (بالتركية: Türk Yağıdan Özür Dilemez).[11]

## الإثر
تلقى الموقعون العديد من التهديدات بالقتل. قالت إيس تيملكوران، أحد الموقعين، أنها تلقت 200 رسالة بريد إلكتروني بعد التوقيع، منها 150 رسالة تهديد.
أمر قاضي المحكمة الجنائية الثانية شيشلي التركي حقي يالتشينكايا بإغلاق موقع "ozurdiliyoruz.com" ومعاقبة الموقعين عليه بموجب المادة 301 من قانون العقوبات التركي التي تحظر إهانة تركيا أو العرق التركي أو مؤسسات الحكومة التركية.

## أبرز الموقعون
من أبرز الموقعين على الحملة:
- عدالت آغا أوغلي
- أسلي أردوغان
- جيم أوزديمير
- حسن جمال
- ليلى زانا
- بينار سيليك
- صلاح الدين دميرطاش
- طاهر ألجي
- يافوز بينغول